# Crêpe (textiel)

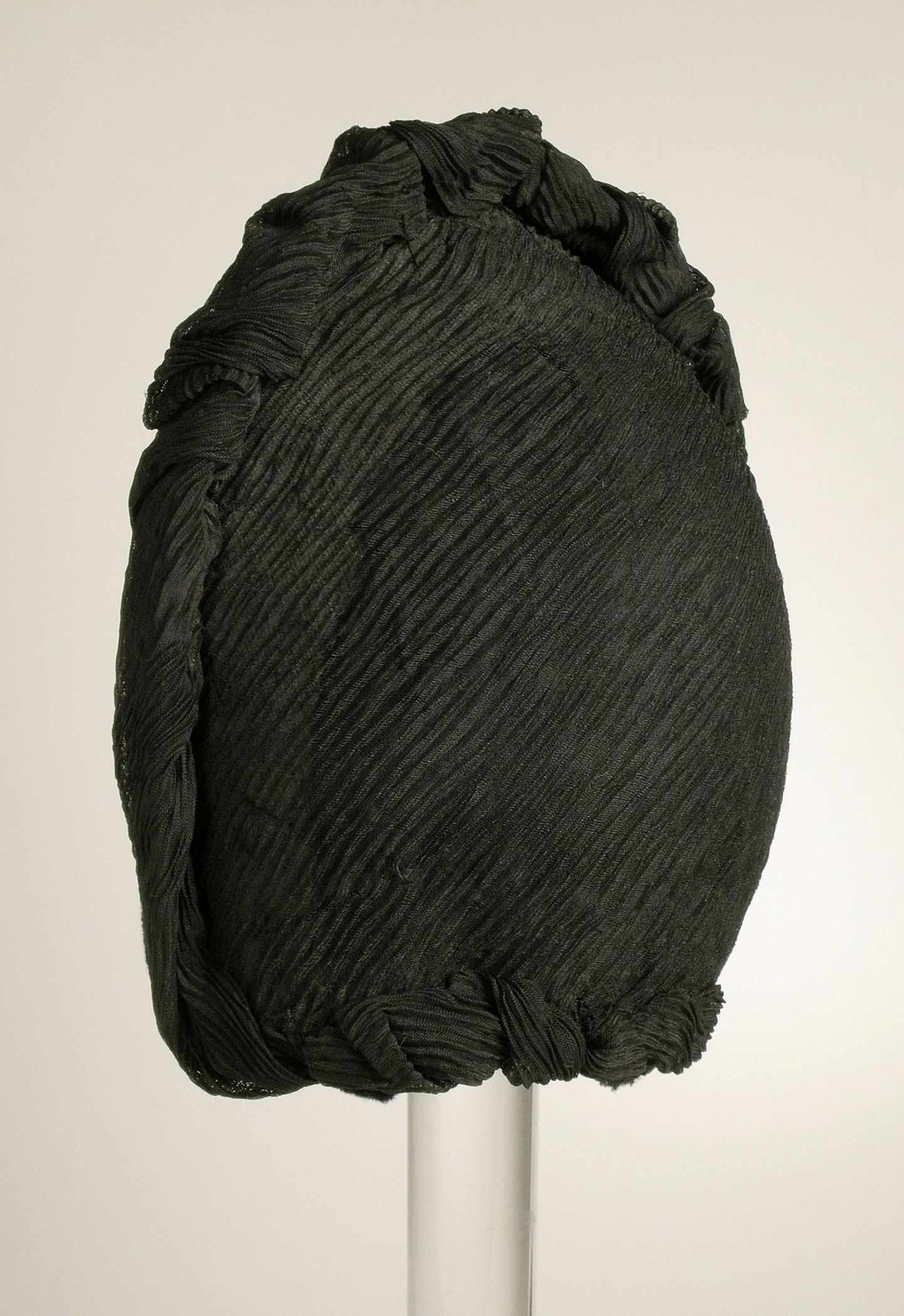
Rouwmuts van rouwcrêpe of krip, ca. 1880.

Crêpe of krip is een stof met een gerimpeld uiterlijk. Het is van oorsprong een Japanse, zijden stof, geweven in effenbinding.

## Etymologie en geschiedenis
Het Franse woord crêpe is ontleend aan het Latijnse woord crispus, dat gegolfd betekent. In oud-Frans werd dit cresp, vervolgens crêpe. Tot aan het begin van de 20ste eeuw werd crêpe in de westerse wereld vooral gebruik als stof voor rouwkleding, in Nederland onder de naam krip.

## Techniek
Het gerimpelde uiterlijk van de oorspronkelijke crêpe wordt verkregen door het gebruik van een inslag van voor de helft links en voor de helft rechts, maximaal getwist (overdraaid), zijden garen. De geweven stof is in eerste instantie glad, maar na het koken, waarbij de gom van de zijde gewassen wordt, wordt het weefsel zacht en de twist losser, waardoor het weefsel een gegolfd uiterlijk krijgt.
Er zijn echter ook andere methodes om een vergelijkbaar uiterlijk te krijgen, waarbij andere garens gebruikt kunnen worden, zoals (kunst)zijde, wol, katoen of synthetisch garen. De verschillende technieken zijn: het toevoegen van bindingspunten, het vermengen van bouclégaren met normaal garen, draden die gemakkelijk krimpen vermengen met draden die niet krimpen, tijdens het weven een ongelijke spanning op de draden zetten, het plaatselijk laten krimpen van de stof met verdikte natronloog en het inpersen (gaufreren) van een dessin. Het strijken van de ingevochte zijde met behaarde kalfshuid, waardoor de inslag gegolfd wordt, is een andere, oude techniek. De laatste twee effecten verdwijnen als de stof nat wordt.

## Soorten
- Crêpe Afrika. Glanzend jacquardweefsel met fond van satijn, van kunstzijde met overdraaide inslag.
- Crêpe armure of flamingo. Ripsweefsel met toegevoegde bindingspunten. Van katoen, (kunst)zijde of kamgaren.
- Crêpe caïd. Stof in kruiskeperbinding, ketting getwijnde kamgaren, inslag afwisselend twee rechts- en twee links overdraaid kaardgaren.
- Crêpe charmeuse. Weefsel met één ketting en twee inslagsystemen. De ketting is gewoon getwist, de inslag afwisselend twee rechts en twee links overdraaid. Afwisselend twee boven- en twee onderinslagen. Bovenweefsel in drie schachten keperbinding, onderweefsel in twaalf of vijftien schachten satijnbinding.
- Crêpe chiffon. Zeer dun weefsel in effenbinding. Echte zijde, ketting en inslag iets overdraaid.
- Crêpe chinette of oriëntale. Kunstzijde weefsel met normale inslag en afwisselend twee rechts en twee links overdraaide kettingdraden.
- Crêpe d’abeille. Kunst- of natuurzijden weefsel in effenbinding met normale ketting en inslag van afwisselend acht rechts en acht links overdraaide garens.
- Crêpe de chine. Kunst- of natuurzijden weefsel in effenbinding met normale ketting en inslag van afwisselend twee rechts en twee links overdraaide garens. Crêpe Atlantic is een zware natuurzijden Crêpe de chine. Crêpe lavable heeft een sterker crêpe-effect en een hogere dichtheid.
- Crêpe flamingo diagonaal. Weefsel in steile meergraatskeper, met normale ketting van kunstzijde en kamgaren inslag, afwisselend twee rechts en twee links overdraaide garens.
- Crêpegaufré. Weefsel waarin met kalanderwalsen een gegolfd motief is geperst.
- Crêpe georgette. (Kunst)zijden of kamgaren weefsel in effenbinding met ketting- en inslagdraden afwisselend twee rechts en twee links overdraaid.
- Crêpe givrine. Crêpe met dwarsribbels.
- Crêpe hamerslag. (Kunst)zijden of kamgaren weefsel in effenbinding. Normale ketting, inslagdraden afwisselend vier of zes rechts en vier of zes links overdraaid.
- Crêpe d’hiver. Weefsel in acht-schachts satijnbinding. (Kunst)zijden ketting, kamgaren inslag.
- Crêpe iris of meteor. Weefsel in drie-schachts keperbinding. Normale ketting, inslagdraden afwisselend twee rechts en twee links overdraaid.
- Crêpe marocain. Fijn geribte crêpe. Normale ketting, dikkere inslagdraden afwisselend twee rechts en twee links overdraaid. Crêpe-Ceylon is crêpe-marocain met changeanteffect.
- Crêpe perlé. Weefsel van kamgaren in ripsbinding. Ketting afwisselen een links en een rechts overdraaid, waardoor de ribbels aan de voorzijde van de stof kronkelig lopen.
- Crêpe radio of Radio-crêpe. Weefsel met afwisselend vier draden ripsbinding en vier draden vul-inslag.
- Crêpe romain. (Kunst)zijden of kamgaren weefsel in panamabinding met ketting- en inslagdraden afwisselend twee rechts en twee links overdraaid. Fijn geribd effect. Crêpe satin romain is crêpe romain in satijnbinding.
- Rouwcrêpe of krip. Lichte tot zware crêpe, driedubbel getwijnd, sterk gedraaid garen. Gegaufreerd (geperst) met geribte schuivende wals, waardoor de inslag wordt verplaatst.
- Crêpe royal. Kamgaren weefsel in verstelde ripsbinding, waardoor het een flauwe keperlijn vertoond.
- Crêpe de santé. Weefsel in effenbinding met een elastisch crêpe-effect.
- Crêpe satin. Zijden weefsel in satijnbinding. Normale ketting, inslagdraden afwisselend twee rechts en twee links overdraaid. Crêpe-nubien is een dichte en soepele crêpe satin.
- Crêpe-soleil. (Kunst)zijden weefsel in satijnbinding, crêpe-effect door extra bindingspunten.
- Crêpe Stanlyn. Weefsel van chappe-zijde in effenbinding met sterk getwijnde ketting.
- Creplin. Fijn weefsel met overdraaide inslag.
- Crépon. Fijndradig weefsel in effenbinding, ketting en inslag beide sterk overdraaid.